# Ponthion
Ponthion è un comune francese di 113 abitanti situato nel dipartimento della Marna nella regione del Grand Est.

## Storia
Il 6 gennaio 754 vi ebbe luogo l'incontro tra papa Stefano II e Pipino il Breve: il pontefice persuase il sovrano franco ad assumersi la difesa di Roma e ad indurre il re dei Longobardi, Astolfo, ad abbandonare i territori conquistati ai Bizantini. 
Nell'876 vi si svolse un importante sinodo, in cui Giovanni, vescovo di Tuscania sedette alla destra dell'imperatore Carlo il Calvo, ammantato sfarzosamente all'usanza greca, e dopo aver letto la lettera inviatagli del papa Giovanni VIII, gli recò i doni papali, lo scettro e il bastone d'oro; alla consorte Richilde offrì il manto e un bracciale ornato di gemme preziose.

## Società

### Evoluzione demografica
Abitanti censiti